# 韦尔河 (格雷讷河支流)
韦尔河（法語：Vayres，法語發音：[vɛʁ]）是法国新阿基坦大区上维埃纳省的河流，是格雷讷河的左支流，长14.2千米。